# Sekar Biru
Sekar Biru is een bestuurslaag in het regentschap Bangka Barat van de provincie Bangka-Belitung, Indonesië. Sekar Biru telt 3940 inwoners (volkstelling 2010).